# Iran Fajr International 2011
Die Iran Fajr International 2011 im Badminton fanden in Teheran vom 16. bis 19. Februar 2011 statt. Das Preisgeld betrug 15.000 US-Dollar.

## Finalergebnisse
| Disziplin    | Sieger                                                  | Finalist                        | Ergebnis          |
| ------------ | ------------------------------------------------------- | ------------------------------- | ----------------- |
| Herreneinzel | Tommy Sugiarto                                          | Derek Wong Zi Liang             | 21-17 18-21 21-11 |
| Dameneinzel  | Nicole Grether                                          | Dhanya Nair                     | 21-12 24-22       |
| Herrendoppel | Mohd Razif Abdul Rahman Razif Abdul Latif               | Yeoh Kay Bin Krishnan Yogendran | kampflos          |
| Damendoppel  | Achini Nimeshika Ratnasiri Upuli Samanthika Weerasinghe | Nicole Grether Charmaine Reid   | 21-17 22-20       |